# Tiare Miranda
Tiare Miranda Arellano, destacada deportista chilena de la especialidad de Esquí acuático que fue campeona suramericana en Medellín 2010.

## Trayectoria
La trayectoria deportiva de Tiare Miranda Arellano se identifica por su participación en los siguientes eventos nacionales e internacionales:

### Juegos Suramericanos
Fue reconocido su triunfo de ser la segunda deportista con el mayor número de medallas de la selección de  Chile en los juegos de Medellín 2010.

#### Juegos Suramericanos de Medellín 2010
Su desempeño en la novena edición de los juegos, se identificó por ser la nonagésimo cuarta deportista con el mayor número de medallas entre todos los participantes del evento, con un total de 2 medallas:

- , Medalla de oro: Water Ski Jump Women
- , Medalla de oro: Esquí Náutico Overall Women